# Clay (Pensilvania)
Clay es un lugar designado por el censo ubicado en el condado de Lancaster en el estado estadounidense de Pensilvania. En el año 2010 tenía una población de 1.559 habitantes y una densidad poblacional de 268,7 personas por km².

## Geografía
Clay se encuentra ubicado en las coordenadas 40°13′5″N 76°14′22″O / 40.21806, -76.23944. Según la Oficina del Censo de los Estados Unidos, Clay tiene una superficie total de 2,23 mi² (5,8 km²), de la cual 2,23 mi² (5,8 km²) corresponden a tierra firme y 0 mi² (0 km²) es agua.